# Chironkamba
Chironkamba est une ville de l'union des Comores, situé sur l'île d'Anjouan. En 2010, sa population est estimée à 2 692 habitants